# 比西圣乔治站
比西圣乔治站（法語：Gare de Bussy-Saint-Georges）是位于法国巴黎东郊塞纳-马恩省比西圣乔治的快速铁路车站，在法兰西岛大区快速铁路A4支线上。

## 概况
比西圣乔治站自1995年起开始投入使用，是马恩河谷新城计划中的一部分。本站是所在的快铁支线上唯一一个站台分离的车站。从一侧的站台到另一侧的反方向站台需要出站後重新检票入站。

### 乘客流量
据巴黎大众运输公司（RATP）的数据，2011年比西圣乔治站的入站乘客总人次数为2766096人次。

## 服务
比西圣乔治站在正常时段的发车频率是10分钟一班。晚间的发车频率是15分钟或30分钟一班。 
2008年2月4日起，比西圣乔治站的发车频率由原本的20分钟一班提高到10分钟一班。然而，通往巴黎方向的车次不再在马恩河畔布利站和讷伊普莱桑斯站停靠。前往这两个站的乘客需要在大努瓦西东山站换乘。

## 换乘路线
比西圣乔治站位于巴黎五环（zone 5）。车站口有接驳邻近地区的公交车线路（包括夜间公交线路）：
- PEP'S公交线路： 22，26，44
- 晚间公交线路（Noctilien）： N130

## 图集

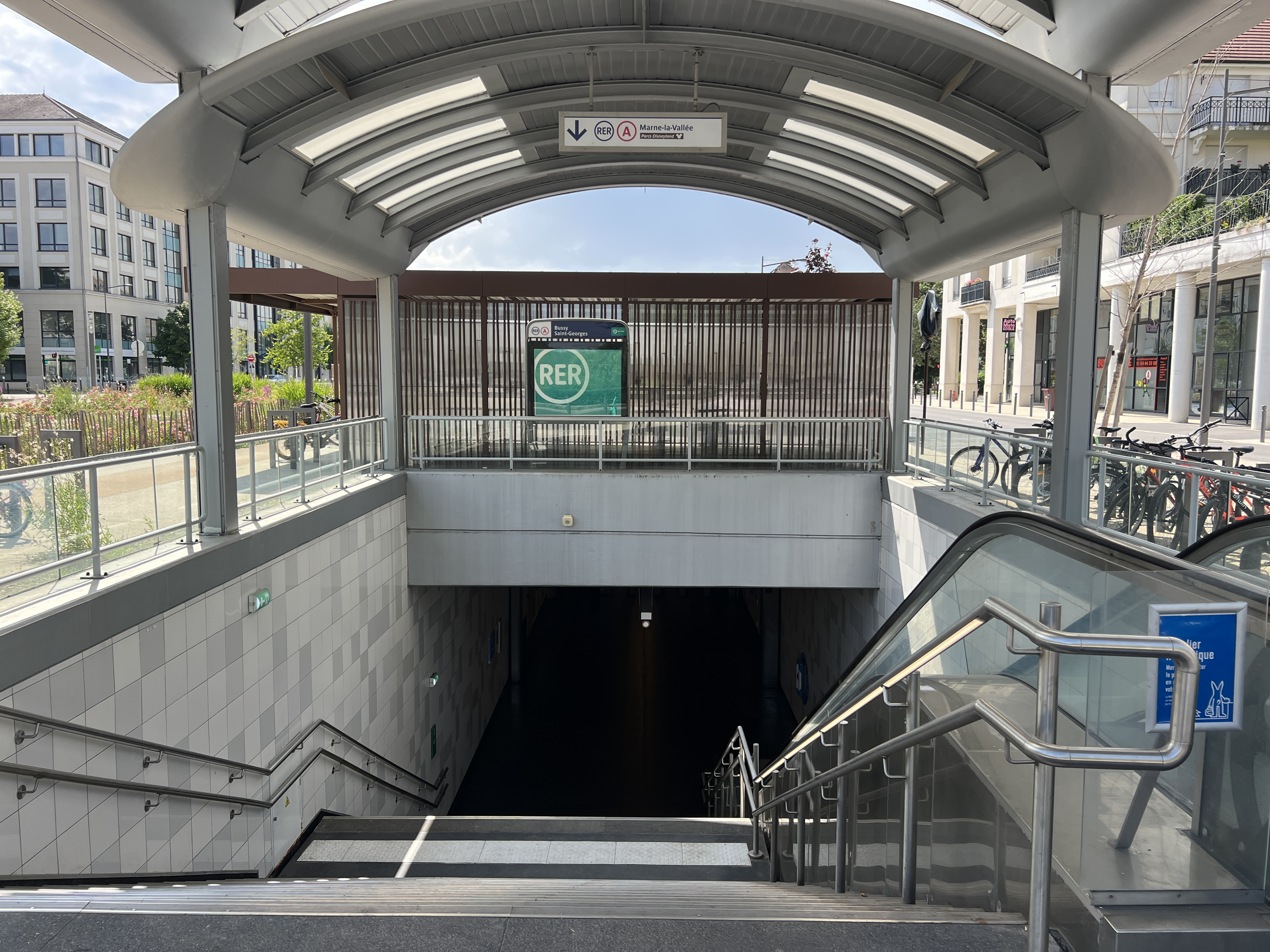
另一側的入口 (2024年7月)
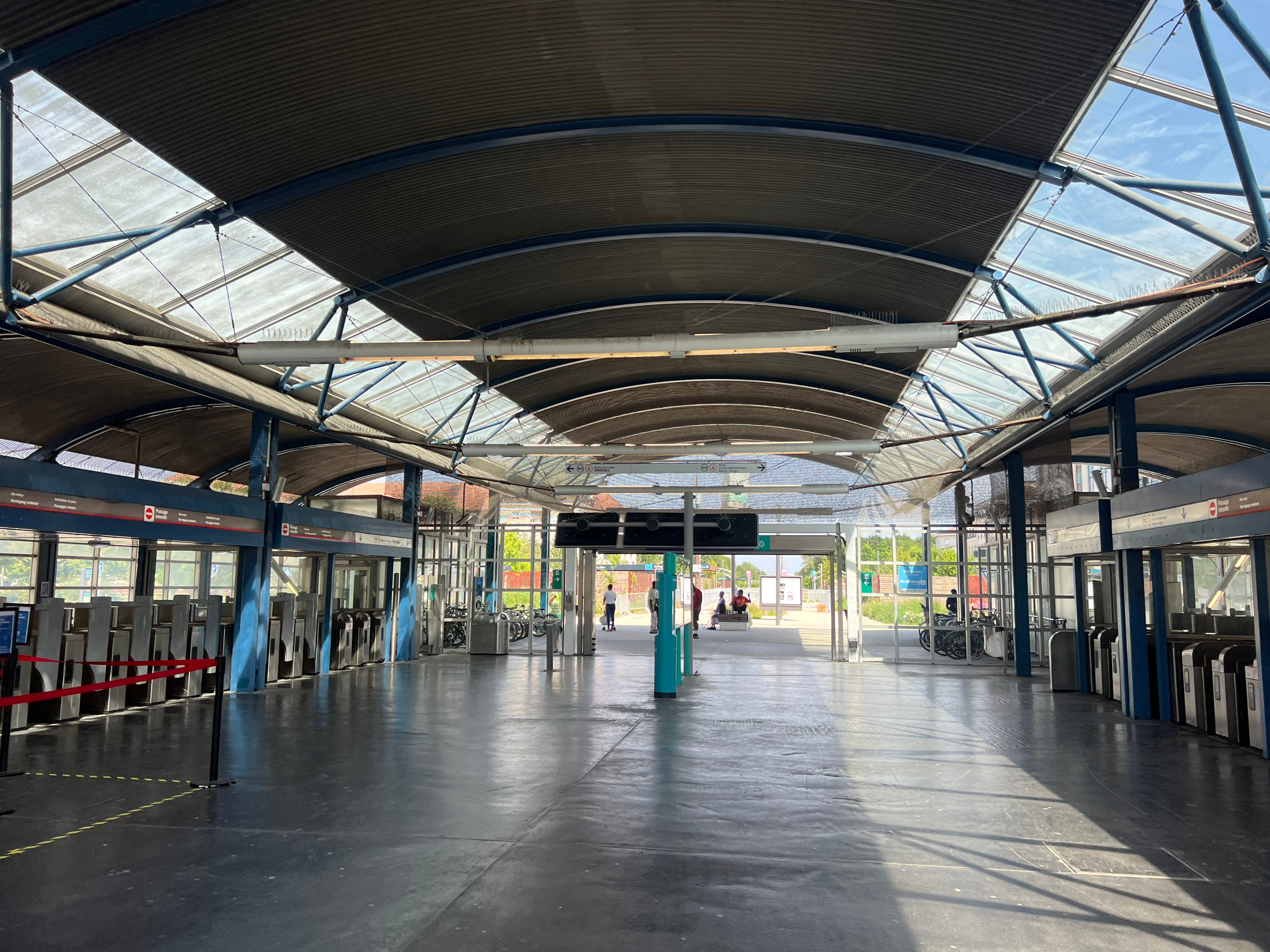
車站大廳 (2024年7月)